# Леш, Габриел
Габриэл-Бениамин Леш (рум. Gabriel-Beniamin Leș; род. 23 декабря 1975, Сату-Маре, Румыния) — румынский военный, политический и государственный деятель, министр обороны Румынии (2017, 2018—2019). Сенатор (2016—2020).

## Биография
Окончил в 2002 году факультет маркетинга Западного университета Тимишоары. В 2004 году — Университет Веста «Василе Гольдиш» в Араде по специальности бухгалтерский учёт. С 1994 года работал дизайнером, с 2000 года был экономическим директором компании в родном городе.
В 2004—2008 годах занимал должность заместителя примара (мэра) Сату-Маре, в 2009 году стал заместителем префекта (представителем правительства) в округе Сату-Маре. Позже — исполнительный директор филиала агентства, занимающегося платежами и интервенциями на сельскохозяйственном рынке. С октября 2015 по октябрь 2016 года занимал должность статс-секретаря Министерства обороны Румынии.
С 2003 года — член Социал-демократической партии Румынии. На парламентских выборах в декабре 2016 года был избран в Сенат Румынии.
5 января 2017 года приступил к исполнению своих обязанностей на посту министра национальной обороны в кабинете Сорина Гриндяну. Эту должность он занимал до 29 июня 2017 года. На эту должность вернулся в ноябре 2018 года в правительстве Виорики Дэнчилы (до 2019).